# Beaucaire (Gard)
Beaucaire (Bèucaire en lengua occitana) es una comuna francesa situada en el departamento de Gard en la región de Occitania. Se encuentra en la orilla derecha del Ródano cerca del centro del triángulo que forman Aviñón, Nimes y Arlés.

## Demografía
| 8 510 | 7 943 | 8 671 | 9 825 | 9 795 | 9 601 | 9 725 | 11 045 | 12 713 | 9 544 | 9 395 | 8 804 | 8 777 | 9 724 | 9 824 | 8 947 | 9 020 | 9 143 | 8 764 | 8 488 | 7 916 | 8 479 | 9 701 | 10 059 | 9 343 | 10 197 | 11 061 | 12 740 | 12 829 | 12 840 | 13 400 | 13 748 | 15 505 |
| Para los censos de 1962 a 1999 la población legal corresponde a la población sin duplicidades (Fuente: INSEE [Consultar]) |       |       |       |       |       |       |        |        |       |       |       |       |       |       |       |       |       |       |       |       |       |       |        |       |        |        |        |        |        |        |        |        |